# Bulevardul Champs-Élysées

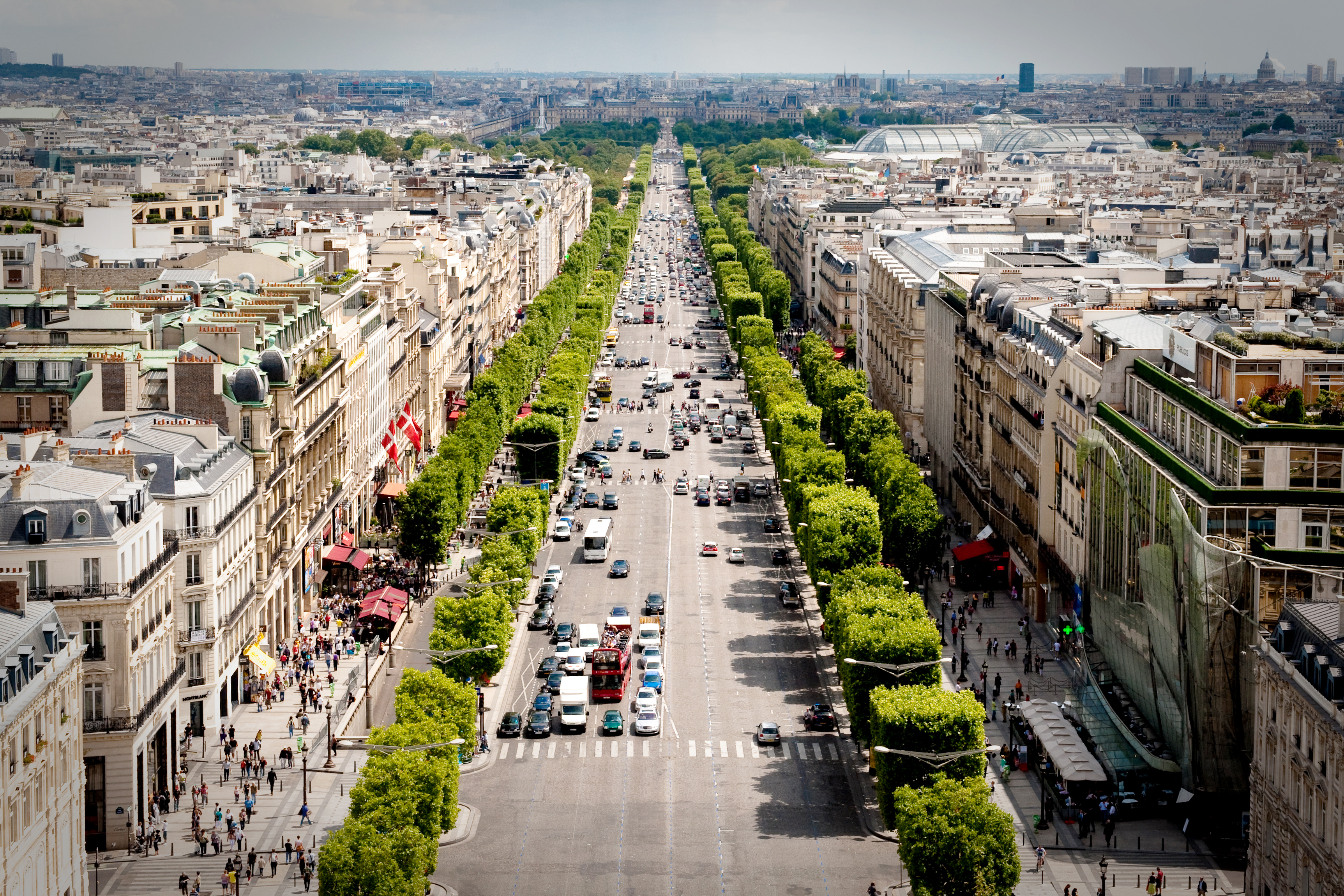
Avenue des Champs-Élysées

Champs-Élysées (literal, Câmpiile Elizee) este un bulevard important din capitala franceză Paris. Cu cinematografele, cafenelele, și magazinele sale de lux, Champs-Élysées este una dintre cele mai faimoase străzi din lume.
Bulevardul pornește din Place de la Concorde spre fostul Place de l'Étoile (acum Place Charles de Gaulle), locația Arcului de Triumf, formând o parte din linia așa-numitei Axe historique.
Champs-Élysées au fost la origine niște câmpuri, până în 1616 când Maria de Medici a decis să construiască o cărare în trei linii. În 1724, bulevardul a fost extins până la Place de l'Étoile.
La sfârșitul anilor 1700, a devenit un bulevard al modei, unde Regina Marie Antoinette se plimba și unde lua lecții de muzică la Hotel Crillon. Champs-Élysées au devenit un oraș în 1828, în care au apărut noi poteci, fântâni și iluminare cu gaz. Peste ani, bulevardul a trecut prin mai multe transformări, din care cea mai recentă este cea din 1993, când au fost lărgite trotuarele.
Palatul Élysée este situat nu departe de bulevard.

## Galerie de imagini

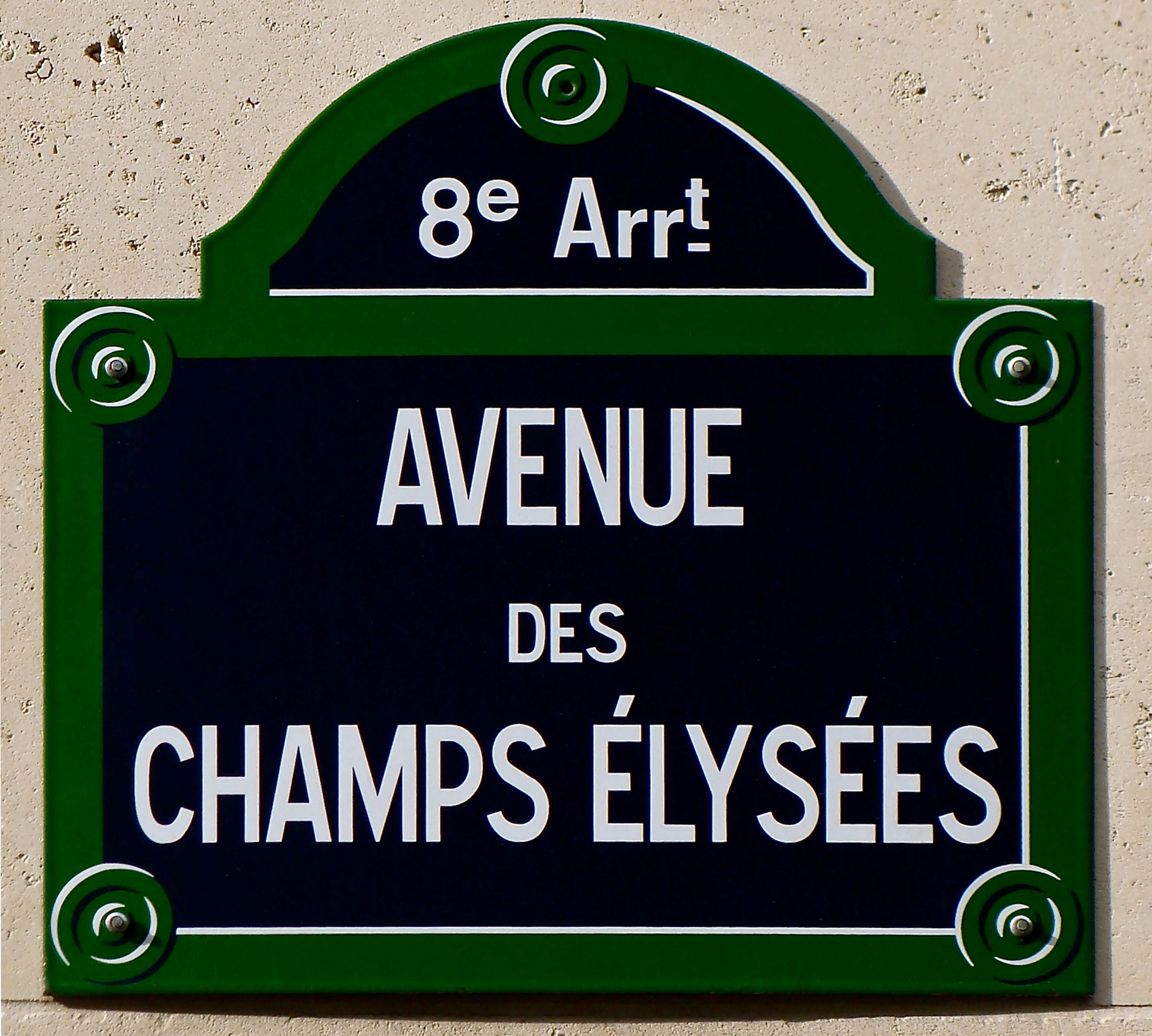
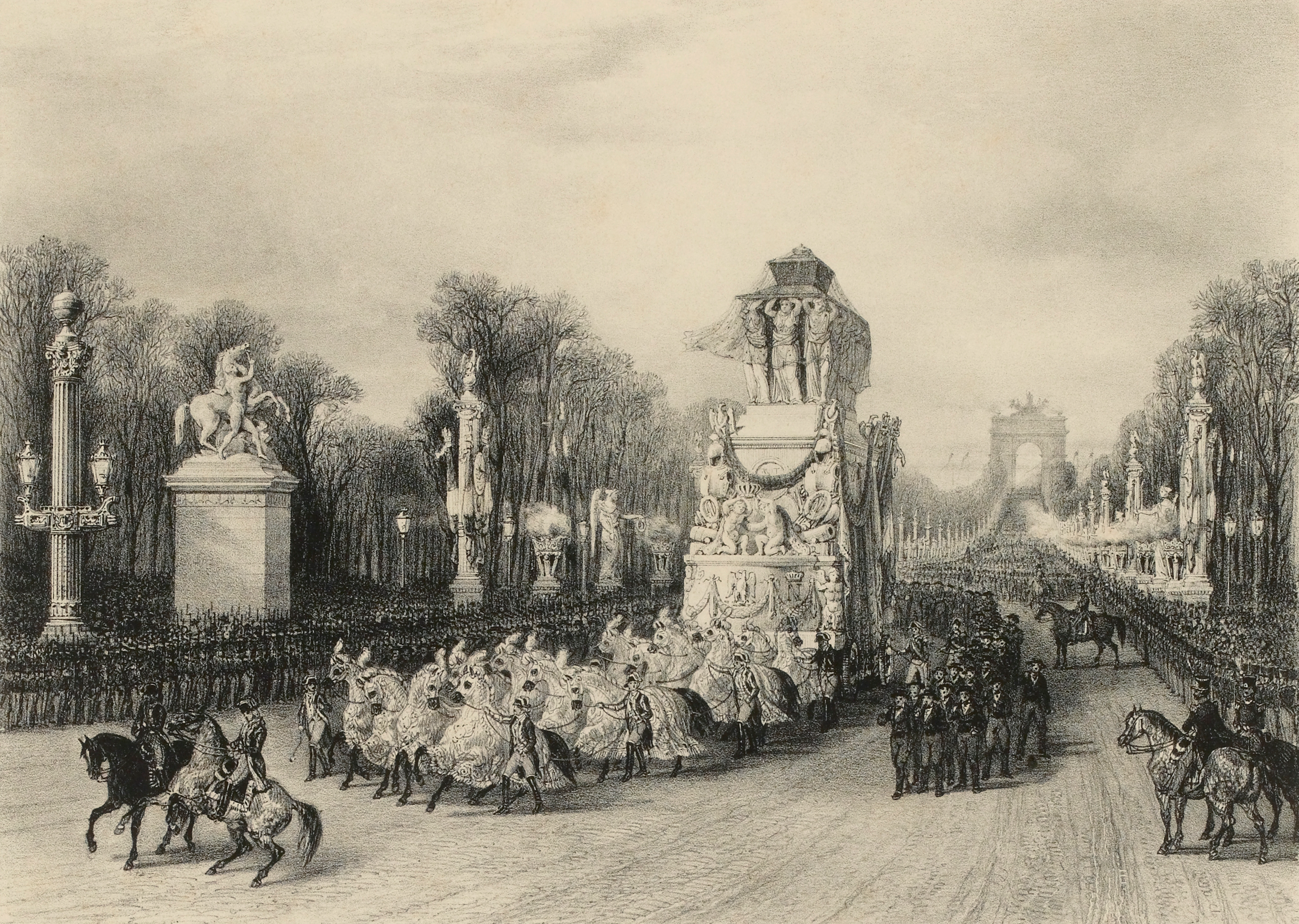
Bulevardul Champs-Élysées în anii 1840
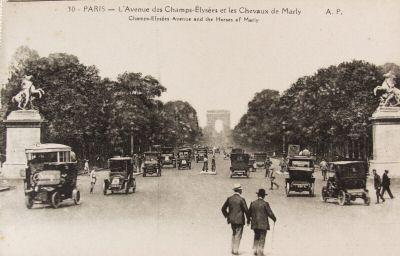
Bulevardul Champs-Élysées în preajma anului 1905
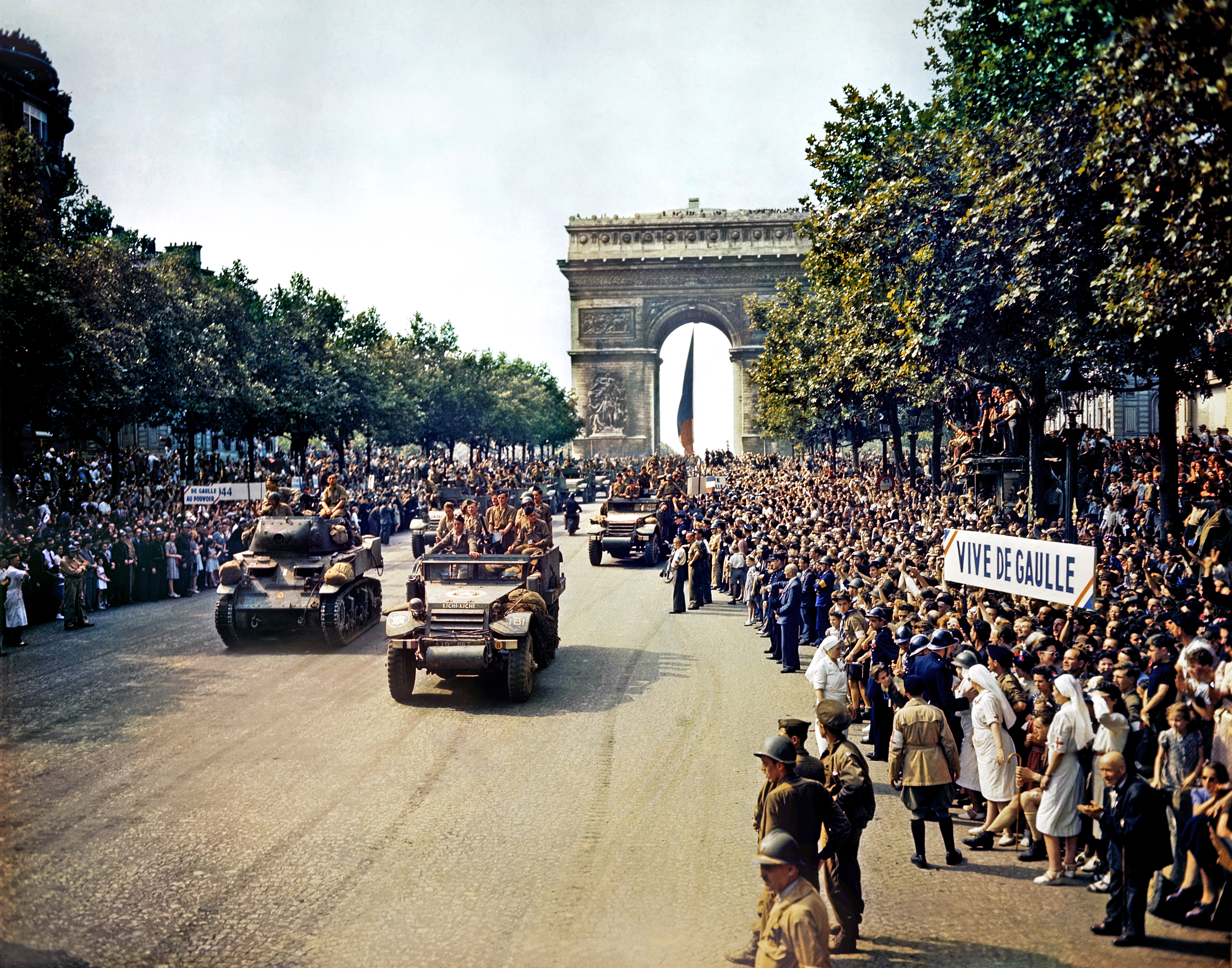
Întîmpinarea diviziei a 2-a blindată al generalului Philippe Leclerc.
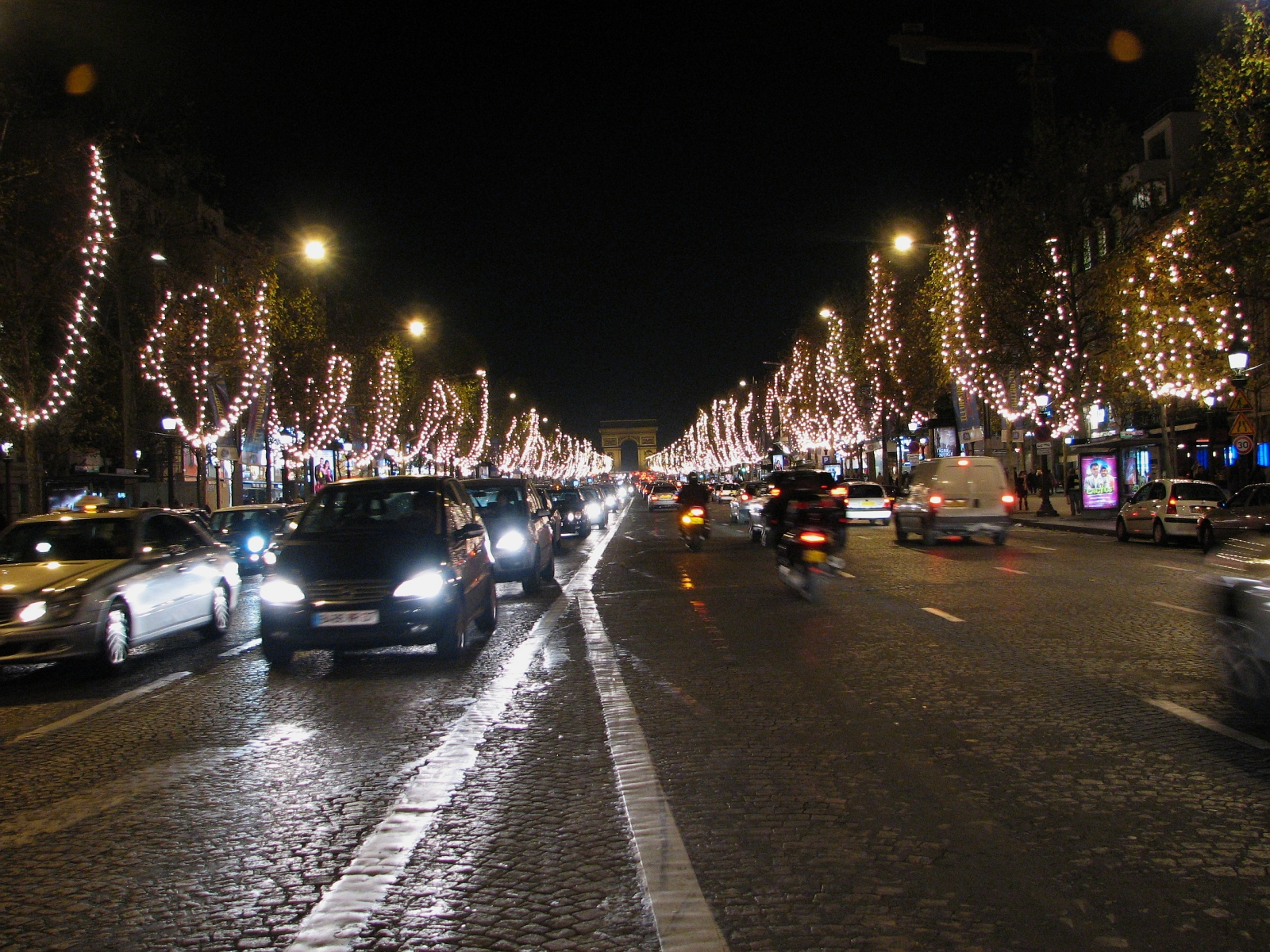
Vedere spre Arc de Triomphe
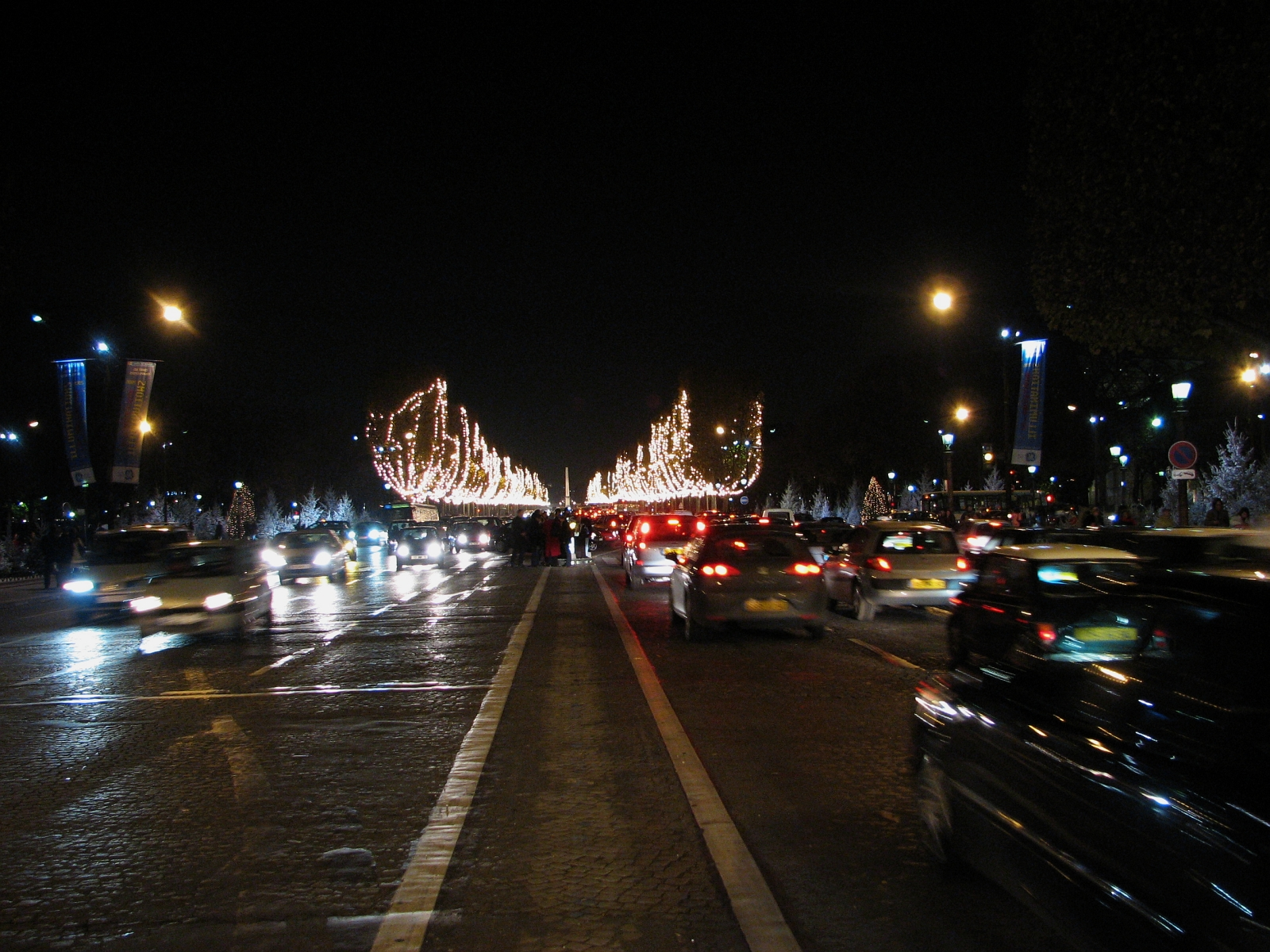
Vedere spre Place de la Concorde